# ГЕС Simplício/Anta
ГЕС Simplício/Anta — гідроелектростанція в Бразилії на межі штатів Мінас-Жерайс та Ріо-де-Жанейро. Знаходячись між ГЕС Фуніл (вище за течією) та ГЕС Ilha dos Pombos, входить до складу каскаду на річці Параїба-ду-Сул, яка, відділена від Атлантики прибережним хребтом, тривалий час тече у північно-східному напрямку, минає Ріо-де Жанейро та впадає в океан за 250 км далі на схід від останнього міста. Можна відзначити, що між ГЕС Фуніл та Simplício розміщена насосна станція Santa Cecilia, яка задіяна у подачі ресурсу до сточища іншої річки для використання в роботі ГЕС Нілу-Песанья.
Долину річки перекрили греблею Анта з ущільненого котком бетону висотою 29,5 метра та довжиною 270 метрів, яка потребувала 55 тис. м3 бетону та утримує водосховище з площею поверхні 12,29 км2.
Зі сховища вода подається через прокладену по лівобережжю річки дериваційну систему довжиною 30 км, що включає п'ятнадцять каналів, сім тунелів (загальна довжина 12,7 км, в тому числі найдовший 6 км з перетином 15 × 16 метрів), а також цілий ряд проміжних водосховищ на притоках Параїби-ду-Сул, які утримують десять гребель (Tocaia, Louriçal 1 та 2, Estaca 1 та 2, Antonina, Norte, Sul, Alga 1 та 2). З урахуванням поверхні п'яти таких водойм загальна площа поверхні сховищ у комплексі Simplício досягає 17,6 км2.
По завершенні системи ресурс через три напірні водоводи діаметром по 6 метрів та довжиною по 113 метрів подається до машинного залу Simplício, котрий обладнаний трьома турбінами типу Френсіс потужністю по 101,9 МВт. Завдяки описаній вище деривації ці гідроагрегати використовують падіння річки на 115 метрів. Відпрацьована вода повертається у Параїбу-ду-Сул по відвідному каналу довжиною 0,75 км.
Окрім машинного залу Simplício діє зал при греблі Анта, котрий використовує воду, призначену для підтримки природної течії річки. Тут встановлено дві турбіни типу Каплан потужністю по 14 МВт. Загалом ГЕС Simplício/Anta має потужність 333,7 МВт та проєктне виробництво на рівні 1,67 млрд кВт·год електроенергії на рік.
Під час спорудження комплексу провели земляні роботи в об'ємі 1,56 млн м3 та здійснили вибірку 1,13 млн м3 скельних порід.